# Rasmus Faber
Rasmus Peter Faber (Estocolmo, Suecia, 16 de mayo de 1979), más conocido como Rasmus Faber, es un músico, productor discográfico y fundador tanto de la compañía discográfica Farplane Records, como del grupo Rafa Orchestra. Se han hecho remixes de sus obras por figuras como Axwell, Dennis Ferrer, Miguel Migs, Sandy Rivera, Junior Jack, entre otras.

## Biografía

### Inicios
Rasmus Faber es hijo del saxofonista Gunnar Bergsten, gracias al cual, pudo tener instrucción musical. A la edad de 7 años  comenzó a tocar el piano, y tiempo después recibió cursos de piano de jazz, así como de coro y teoría musical. 
En su época universitaria, Faber conocería a varios músicos con los que ha colaborado a lo largo de su trayectoria. También entonces, alcanzó habilidades como el arreglo y la composición.

### Carrera como productor
Tras concluir su etapa escolar a los 20 años, trabajó como músico de sesión, pianista y director musical para artistas locales de su natal Suecia. Posteriormente, se involucró en la producción de música house, la que, según sus palabras, se sintió obligado a probar porque conjunta muchas de sus influencias musicales.
Después de trabajar en el estudio como músico de sesión para diferentes productores suecos de dance, Rasmus decidió comenzar a producir en solitario. Su primer sencillo, Never felt so fly, se dio a conocer por la firma británica Black Vinyl Records en 2002. Tras ello, grabó un remix de E Samba de Junior Jack para la compañía Defected Records. Al siguiente año fundó la discográfica Farplane, cuyo sencillo primicia, Ever after —cantado por Emily McEwan—, le dio notoriedad mundial.

### Carrera en Japón
En 2006, la empresa Victor Entertainment publicó en Japón una compilación llamada So far, compuesta por algunas de las obras más conocidas de Rasmus Faber hasta ese año. Merced este disco, Faber fue solicitado en actuaciones de diversos clubes del mencionado país. Bajo el mismo sello se lanzaron la compilación 2 far, el EP So far 3, así como los DJ Mixes Love: Mixed y Love: Mixed 2.
Rasmus Faber para Victor Entertainment también ha producido, arreglado y mezclado la serie Platina Jazz, que consta de versiones en jazz de canciones de anime interpretadas por músicos suecos. El proyecto ha alcanzado el cuarto volumen, que incluye un DVD en vivo.
La incursión en el mercado japonés le ha dado a Rasmus Faber la oportunidad de producir y escribir canciones para artistas como Yoko Kanno, Maaya Sakamoto, Megumi Nakajima, Arai Akino, y Kozue Ayuse. Rasmus también es el autor del tema musical de una nueva serie de anime, cantado por Megumi Nakajima.

### Rafa Orchestra
En 2009, Rasmus Faber formó Rafa —acrónimo de (Ra)smus (Fa)ber— Orchestra, un grupo de jazz conformado por 10 músicos y cantantes que han acompañado al disyóquey sueco desde años atrás.

## Discografía

### Álbumes
- 2008: Where we belong

### Compilaciones
- 2006: 2 far
- 2006: So far
- 2007: RF presents Simon Grey
- 2007: Far into the Sun
- 2007: RF presents Opolopo
- 2008: RF presents Richard Earnshaw
- 2008: So far

### DJ Mixes
- 2006: Bi
- 2008: Love: Mixed

### Sencillos y EP
- 2002: Never felt so fly (con Melo)
- 2003: Ever after (con Emily McEwan)
- 2004: Divided / United
- 2005: Get over here (con Melo)
- 2005: Come with Me
- 2006: Say what you want / Get over here
- 2007: 	Demanda (con Clara Mendes)
- 2008:  Are you ready? (con Emily McEwan)
- 2008:  Everything is alright (con Linda Sundblad)
- 2009: 	Where we belong
- 2009: Give it to me (con Dyanna Fearon)
- 2009: Never figure out (con Emily McEwan)
- 2009: Always (con Linda Sundblad)
- 2010: So far (EP)
- 2010: So far 3 (EP)